# Sumatraanse callene
De Sumatraanse callene (Myiomela sumatrana) is een zangvogel uit de familie Muscicapidae (vliegenvangers).

## Verspreiding en leefgebied
Deze soort is endemisch op Sumatra (Indonesië).

## Status
De soort wordt door BirdLife International beschouwd als ondersoort van de Javaanse callene.